# Philip Sidney
 (décembre 2023).
Si vous disposez d'ouvrages ou d'articles de référence ou si vous connaissez des sites web de qualité traitant du thème abordé ici, merci de compléter l'article en donnant les références utiles à sa vérifiabilité et en les liant à la section « Notes et références ».
Philip Sidney, né le 30 novembre 1554 à Penshurst (Kent) et mort le 17 octobre 1586 à Arnhem (Gueldre) est un noble anglais, officier et poète.
Surnommé « le plus accompli des gentilshommes d'Angleterre » par ses contemporains, il est le neveu de Robert Dudley, comte de Leicester, favori de la reine Élisabeth. 
Il meurt aux Pays-Bas, à la suite de la bataille de Zutphen, membre d'un corps expéditionnaire anglais envoyé pour soutenir les insurgés néerlandais des Provinces-Unies contre le roi d'Espagne Philippe II.

## Biographie

### Origines familiales et formation
Il est issu d'une famille protestante, confession à laquelle il reste fidèle toute sa vie. 
À 14 ans, il part finir ses études à l'université d'Oxford. 
De 1572 à 1575, il fait un long voyage sur le continent, le Grand Tour, comme il convient à un jeune homme bien né. 

### Carrière
À son retour, la reine lui confie une mission diplomatique auprès de Guillaume d'Orange, à la tête de l'insurrection néerlandaise contre Philippe II commencée en 1568. Le Taciturne a son quartier général à Delft.
Il perd la faveur royale en 1580, après avoir écrit à la reine pour lui déconseiller d'épouser[réf. nécessaire] le prince français François, duc d'Anjou, frère du roi Henri III.
En 1585, lorsque la reine s'engage dans un soutien ferme à l'insurrection néerlandaise (traité de Sans-Pareil, 10 août 1585), elle le rappelle au service pour combattre les troupes espagnoles des Pays-Bas, dans un corps expéditionnaire commandé par son oncle Robert Dudley. Aux Provinces-Unies, il est doté de la fonction de gouverneur d'Utrecht. Cette intervention anglaise aux Pays-Bas marque le début de la première guerre anglo-espagnole (1585-1604).
Il est atteint d'une balle à la cuisse le 22 septembre 1586, lors de la bataille de Zutphen, défaite des forces anglo-néerlandaises. Il meurt quelques semaines plus tard de cette blessure, à l'âge de 31 ans.
Son corps est ramené à Londres et il est inhumé dans la cathédrale Saint-Paul en 1587.

## Hommages contemporains
Giordano Bruno lui dédicace deux livres. 
George Whetstone écrit en son honneur une élégie en 1587.

## Œuvres de Philip Sidney
- The Lady of May (1578), divertissement composé pour la visite de la reine.
- The Defence of Poesy (vers 1581), ouvrage dans lequel il affirme que l'invention poétique crée un monde qui surpasse le monde réel.
- Arcadia (1593), roman pastoral inspiré d'Aminta du Tasse, écrit à Wilton House selon Paul Morand (Réflexes et Réflexions, 1939, p.91).
- Astrophel et Stella, recueil de sonnets en l'honneur de Pénélope Devereux, fille de Walter Devereux, 1er comte d'Essex ; ce recueil est considéré comme une œuvre majeure de la littérature anglaise. On y trouve des réminiscences de Pétrarque, mais aussi des sentiments[pas clair]. L'auteur exprime également la rébellion de l'amant et du poète contre les conventions du pétrarquisme.

## Un sonnet de Philip Sidney
Having this day my horse
« Having this day my horse, my hand, my lance,
Guided so well that I obtained the prize,
Both by the judgement of the English eyes,
And of some sent from that sweet enemy France;
Horsemen my skill in horsemanship advance
Townfolks my strength; a daintier judge applies
His praise to sleight which from good use doth rise;
Some lucky wits impute it but no chance;
Others, because of both sides I do take
My blood from them who did excel in this,
Think Nature me a man-at-arms did make.
How far they shot awry! The true cause is,
Stella looked on, and from her heavenly face
Sent forth the beams which made so fair my race. »
Du recueil Astrophel and Stella (1591)